# Simply Deep
Albums de Kelly Rowland
Ms. Kelly
(2007)
Singles
Simply Deep est le premier album solo de la chanteuse américaine Kelly Rowland, d'abord sorti par Columbia Records le 28 octobre 2002 en Amérique du Nord, et le 3 février 2003 dans la plupart des territoires internationaux. Enregistré pendant trois semaines durant la pause de son ancien groupe Destiny's Child et sur le succès du single numéro un dans le monde Dilemma, une collaboration avec le rappeur Nelly, l'album facilite Rowland à devenir une star solo à part entière.
Simply Deep prend la 12e place du Billboard 200 aux États-Unis, où il est certifié disque d'or par le RIAA avec plus de 600 000 exemplaires vendues. L'album atteint également la première place du UK Albums Chart et devient disque d'or en Irlande, Hong Kong, Singapour, Nouvelle-Zélande, Australie, Canada et dans d'autres pays, résultant des 3 millions d'exemplaires vendues du disque dans le monde entier.

## Genèse
Le rappeur Nelly est allé en studio pour enregistrer la piste Dilemma pour son second album studio, Nellyville, et il recherchait une voix féminine pour l'ajouter dans la chanson. La chanson contient un échantillon de Love, Need and Want You de Patti LaBelle tirée de son album de 1983 I'm In Love Again. Nelly appelle Rowland par téléphone et tous deux sont d'accord. Après quelques jours d'enregistrement, au cours de laquelle Rowland réenregistre sa partie à plusieurs reprises pour parvenir à la « juste mesure », Dilemma a été achevée. En juillet 2002, le titre atteint le top dix du Billboard Hot 100 basés seulement sur la diffusion de la chanson. La chanson affecte les premiers plans des membres de Destiny's Child, dont les membres ont fait une pause pour poursuivre la sortie des albums en solo. Dans le cadre de leur stratégie, la sortie de l'album de chaque membre devait être échelonnée avec la membre Beyoncé Knowles sortant son disque en octobre 2002 et l'album de Rowland devait sortir au début de 2003. Leur équipe a reprogrammé les dates: Rowland sort finalement son premier album solo, Simply Deep, le 28 octobre 2002, avant les deux autres membres du groupe. Dilemma a été sortie comme le premier single de l'album, servant ainsi de propulseur pour sa carrière solo. Il est aussi le premier single solo international de Kelly Rowland en dehors du groupe. La chanson a été bien reçu par la critique.

## Réception
L'examinateur de AllMusic Jason Birchmeier note qu'il y a « trois pistes bien calculées, hors concours » dans l'album. Dans son examen pour Simply Deep, Caroline Sullivan de The Guardian écrit: « Grâce à l'omniprésent Dilemma, une chanson que décolle pratiquement les vêtements sur place, Kelly Rowland de Destiny's Child n'est plus une simple choriste pour Beyoncé Knowles. ». Dilemma est nommé pour la meilleure collaboration Rap/Chant, la meilleure performance rap pour un duo ou un groupe et pour l'enregistrement de l'année et gagne le prix de la meilleure collaboration Rap/Chant aux Grammy Awards de 2003.

## Sortie et promotion
Initialement prévu au début de 2003, le succès de la collaboration fait décider au label d'avancer la date de sortie de son premier album solo, Simply Deep, ce qui se fait précipiter Rowland pour obtenir l'album en trois semaines. Avec la production de Mark J. Feist, Robert "Big Bert" Smith, Rich Harrison, et les chanteuses Brandy et Solange Knowles, l'album prend le travail en solo de Rowland dans un mélange de musique alternative, que Rowland décrit comme une « fusion bizarre [d'] un peu de Sade et d'un peu de rock. »,.
L'album produit trois singles : Stole, une piste influencée Pop/Rock, qui entre dans le top vingt dans la majorité des classements où il apparaît, atteignant le top cinq en Australie, Irlande, Nouvelle-Zélande et le Royaume-Uni,, Can't Nobody, morceau R&B, qui s'érige la 5e meilleure place au Royaume-Uni et Train on a Track, titre Pop/Rock, également présent sur la bande originale du film Coup de foudre à Manhattan.
À la fin de 2003, près d'un an après la sortie initiale de Simply Deep, Rowland embarque sur un tour européen, le Simply Deeper Tour, pour promouvoir un album. Visitant 17 lieux, Rowland débute sur le tour au Royaume-Uni le 13 septembre 2003 et le conclut le 6 octobre 2003 à Paris en France.

## Ventes
Sorti aux États-Unis en octobre 2002 et internationalement en 2003, Simply Deep prend la 12e place du Billboard 200 aux États-Unis, où il est certifié disque d'or par le RIAA avec plus de 600 000 exemplaires vendues. Sorti avec un plus grand succès encore au niveau international, l'album atteint la première place du UK Albums Chart et devient disque d'or en Irlande, Hong Kong, Singapour, Nouvelle-Zélande, Australie, Canada et dans d'autres pays, résultant des 3 millions d'exemplaires vendues.

## Liste des pistes
1. Stole (Steve Kipner, Dane Deviller, Sean Hosein) : 4:09
2. Dilemma (Nelly avec Kelly Rowland) (Nelly, Bunny Sigler, Kenny Gamble) : 4:49
3. Haven't Told You (Anders Barrén, Jany Schella, Jeanette Olsson) : 3:42
4. Can't Nobody (Rich Harrison, Robert Reed, Tony Fisher) : 4:04
5. Love/Hate (Brandy Norwood, Blake English, Robert Smith) : 3:08
6. Simply Deep (avec Solange Knowles) (Troy Johnson, S. Knowles) : 3:22
7. (Love Lives in) Strange Places (Kelly Rowland, Billy Mann, Damon Elliott) : 3:32
8. Obsession (T. Johnson, S. Knowles) : 3:36
9. Heaven (K. Rowland, Taura Jackson, Alonzo Jackson, Todd Mushaw) : 3:59
10. Past 12 (Robert Fusari, Mary Brown, Falonte Moore, Balewa Muhammad, Teron Beal, Eritza Lauds) – 3:28
11. Everytime You Walk Out That Door (Mark J. Feist, Damon Sharpe) – 4:08
12. Train on a Track (R. Fusari, Tiaa Wells, B. Muhammad, Sylvester Jordan) – 3:43
13. Beyond Imagination (S. Knowles, D. Elliott, Romeo Antonio) – 3:21

| 14. | Make U Wanna Stay (avec Joe Budden) | K. Rowland, J. Alexander, M. Knowles, D. Elliott, J. Budden, D Mello Singh, A. Stupat | 4:09 |

| 15. | No Coincidence | R. Fusari, B. Muhammad, S. Jordan | 3:45 |

| 15. | Une femme en prison (Stomy Bugsy feat Kelly Rowland) | Maleko, S. Bugsy, Djam L          | 5:07 |
| 16. | Stole (H&D Nu Soul Mix)                              |                                   | 3:01 |
| 17. | No Coincidence                                       | R. Fusari, B. Muhammad, S. Jordan | 3:45 |

| 15. | No Coincidence    | R. Fusari, B. Muhammad, S. Jordan | 3:45 |
| 16. | What Would You Do |                                   | 3:58 |

## Crédits et personnel
| - Romeo Antonio : guitare - Mark J. Feist : batterie, basse - Tonstudio Bauer : alto - Mats Berntoft : guitare - Christian Bergqvist : violon - Ulrika Frankmar : violon - Torbjorn Helander : alto - Jan Isaksson : violon - Janson & Janson : cordes - Roger Johnsson : violon - Billy Mann : guitare acoustique | - Svein H. Martinsen : violon - Nick Moroch : guitare électrique - Isaac Phillips : guitare - Sergio Ponzo : guitare - Kati Raitinen : violoncelle - Stanka Simeonova : violin - Mikael Sjogren : alto - Bo Soderstrom : violon - Monika Stankkoliska : violon - Peter Tornblom : violoncelle |

### Production
- Producteurs exécutifs : Mathew Knowles, Kelly Rowland
- Coproducteurs : Mark J. Feist, Anders Barrén, Dane Deviller, Damon Sharpe, Sean Hosein, Heeba Jeeba, Steve Kipner, Faltone Moore, Jany Schella
- Production vocale : Teron Beal, Brandy Norwood, Tiaa Wells, K. Rowland
- Assistance vocale : Sherrie Ford, Jeanette Olsson
- Ingénieur du son : Blake English, Paul Falcone, John Frye, Franny G, Jaime Sickora, Spider, Kevin Thomas
- Assistants ingénieurs : Jun Ishizeki, Flip Osman, Daniel Milazzo
- Mixage : Tony Maserati, Dave Pensado, Richard Travali
- Mastering : Tom Coyne
- A&R : Theresa LaBarbera Whites
- Direction artistique : Fabiola Caceres, Ian Cuttler
- Photographie : Isabel Snyder

## Historique des sorties
| Région     | Date            |
| ---------- | --------------- |
| États-Unis | 28 octobre 2002 |
| Canada     | 28 octobre 2002 |
| Monde      | 3 février 2003  |

## Classements et certifications
- Ce sont les meilleures positions et les certifications des fournisseurs des classements.

| Classement (2002–03)        | Fournisseur                        | Meilleure position | Certification      |
| --------------------------- | ---------------------------------- | ------------------ | ------------------ |
| Australie                   | ARIA                               | 5                  | Or                 |
| Autriche                    | Media Control                      | 42                 |                    |
| Belgique                    | IFPI/Ultratop                      | 39                 |                    |
| Canada                      | CRIA/Nielsen SoundScan             |                    | Or                 |
| Danemark                    | IFPI/Nielsen                       | 5                  |                    |
| Finlande                    | GLF                                | 17                 |                    |
| France                      | SNEP/IFOP                          | 47                 | 23 000 exemplaires |
| Allemagne                   | Media Control                      | 14                 |                    |
| Hong Kong                   |                                    |                    | Or                 |
| Irlande                     | IRMA                               | 1                  | Or                 |
| Nouvelle-Zélande            | RIANZ                              | 7                  | Or                 |
| Norvège                     | VG Nett                            | 14                 |                    |
| Pologne                     | OLIS                               | 21                 | Or                 |
| Singapour                   |                                    |                    | Or                 |
| Suède                       | GLF                                | 32                 |                    |
| Suisse                      | Media Control                      | 17                 |                    |
| Royaume-Uni                 | BPI/The Official UK Charts Company | 1                  | Platine            |
| U.S. Billboard 200          | Billboard                          | 12                 | Or                 |
| U.S. Top R&B/Hip-Hop Albums | Billboard                          | 3                  | Or                 |